# Iglesia de nuestro señor de los Reyes (Comayagua)
La Iglesia de nuestro señor de los Reyes fue un templo de culto católico de la ciudad de Comayagua, Honduras, que data de mediados del siglo XVI, siendo de las iglesias más antiguas de todo el territorio Hondureño.

## Historia
Actualmente muy pocos registros sobreviven de su existencia, aunque gracias a los archivos datados de la colonia encontrados en Guatemala se sabe que la iglesia fue construida durante la administración apostólica del obispo español Fray Jerónimo de Corella. Su edificación sería entre 1555 y 1570 siendo de las primeras iglesias en Honduras. Debido a la fecha de inicio de su construcción se podría decir que el edificio era un poco más viejo que la Iglesia de San Francisco, la cual formaba parte del convento de la ciudad. Dicha iglesia se había construido como una parroquia, en visto que la única Iglesia en función en ese entonces era la catedral de la merced. Es posible que quienes construyesen las paredes de la iglesia fuesen indígenas cristianizados, y quienes moldearían los ornamentos de la fachada, artesanos de posible origen español.   
Después del terremoto ocurrido en Comayagua en 1808, las autoridades solicitan a la Real Audiencia de Guatemala en 1812, que en lugar de restaurarse el edificio este se derribe y se traslade para el barrio de Torondón, de mayoría indígena, el cual no poseía iglesia. La solicitud fue denegada por las autoridades en vistas que la iglesia era de las más antiguas de la ciudad, aunque la iglesia tampoco fue reconstruida por la alcaldía de la ciudad quedando en total abandono y en 1829 pasaron sus ruinas a poder del estado, en ese entonces el gobierno de la República Federal de Centroamérica, quien tras ver el estado del edificio terminó vendiendo el cuarto de manzana que ésta ocupaba para la construcción de casas particulares.

## Descripción
Gracias a una copia del plano original que existe en el Archivo de Guatemala y los grabados de la ciudad de Comayagua, en donde se ve su fachada principal la se puede decir que poseía un diseño modesto con varias decoraciones ornamentales. La iglesia constaba de una sola nave de “36 varas de largo por 15 de ancho, incluyendo un angosto campanario, dos portadas laterales y una sacristía cuadrada de 6 x 6 varas con dos puertas de dos cuerpos separados por cornisas, presenta una central más ancha que las dos laterales, separadas por ocho pilastras. Partido su decoración a base de cerámica vidriada y poseía unos ocho nichos con imágenes de santos, además de otros elementos decorativos barrocos.